# Riccardo va all'inferno
Riccardo va all'inferno è un film del 2017 diretto da Roberta Torre., presentato al 35° Torino Film Festival nella sezione After Hours.

## Trama
Riccardo Mancini esce dall’ospedale psichiatrico giudiziario dove ha trascorso lunghi anni per un delitto misterioso. È deciso a vendicarsi e conquistare il Potere all’interno della sua famiglia malavitosa; non avrà scrupoli nello sbarazzarsi dei suoi fratelli e di quanti ostacolano il suo cammino e lo farà cantando.
Ma non ha fatto i conti con la vera anima nera della famiglia: la potente Regina Madre. Un musical nero che attraversa e rilegge il Riccardo III di Shakespeare.

## Produzione
È stato prodotto da Agidi srl , Rosebud Entertainment Picture in collaborazione con Medusa Film.

## Distribuzione
È uscito nelle sale italiane il 27 novembre 2017, distribuito da Medusa Film.